# Pride (película de 2014)
Pride es una película de drama y comedia británica de 2014, escrita por Stephen Beresford y dirigida por Matthew Warchus. Basada en hechos reales, la historia gira en torno a un grupo de activistas del colectivo LGBT que deciden apoyar las huelgas mineras de 1984-1985 en Reino Unido.
Se proyectó como parte de la Quincena de Realizadores del Festival de Cine de Cannes de 2014,  en el que ganó el galardón Queer Palm.

## Sinopsis
Basada en una historia real, la película muestra a un grupo de activistas LGBT que recaudaron dinero para ayudar a las familias afectadas por la huelga de los mineros británicos en 1984, al comienzo de lo que sería la campaña Lesbians and Gays Support the Miners (Lesbianas y gais apoyan a los mineros). El Sindicato Nacional de Mineros se mostró reacio a aceptar el apoyo del grupo debido a las preocupaciones de las relaciones públicas del sindicato al ser asociado con un grupo abiertamente gay, por lo que los activistas, en cambio, decidieron llevar sus donaciones directamente a un pequeño pueblo minero de Gales, dando como resultado una alianza entre las dos comunidades. La alianza no se parecía a ninguna vista antes, pero fue un éxito.

## Argumento
Basada en hechos reales, la película relata la historia de un grupo de activistas LGBT que deciden recaudar dinero para ayudar a las familias afectadas por la huelga de mineros británicos en el 1984, tras las políticas de Margaret Thatcher. Esto supuso el nacimiento de la histórica alianza Lesbians and Gais Support the Miners, entre la comunidad gai y los mineros.
El NUM, el sindicato de los mineros, se mostró inicialmente muy refractario a la ayuda proveniente de la comunidad LGBT, por miedo a los comentarios de la opinión pública sobre una asociación abierta con un colectivo gai. Debido a la negativa del sindicato, los activistas se decantaron por enviar el dinero recaudado directamente a la comunidad minera de Onllwyn, un pequeño e ignorado pueblo de Gales. Las familias obreras aceptaron gratamente la ayuda, naciendo así una fuerte y exitosa alianza que hasta entonces había sido inédita entre las dos comunidades. 

## Trasfondo histórico
La película se basa en la vida del activista LGBT y comunista Mark Ashton; así como en el inicio de la campaña LGSM.
El concierto benéfico Pits and Perverts tuvo lugar el 10 de diciembre de 1984 en el local Electric Ballroom, en el barrio de Camden de Londres. La librería que fue central de la asociación LGSM y aparece en la película, es real y está ubicada en el barrio de Bloomsbury de Londres.
Dos personajes femeninos de la obra, que también son reales son la galesa Hefina Headon, activista por los derechos humanos; y la galesa Siân James, política y diputada del parlamento. Así como Jonathan Blake, el primer hombre gai diagnosticado con el virus VIH en Londres.

## Reparto
- Ben Schnetzer como Mark Ashton.
- Bill Nighy como Cliff.
- Imelda Staunton como Hefina Headon.
- Dominic West como Jonathan Blake.
- Paddy Considine como Dai Donovan.
- Andrew Scott como Gethin Roberts.
- George MacKay como Joe Cooper.
- Joseph Gilgun como Mike Jackson.
- Freddie Fox como Jeff Cole.
- Monica Dolan como Marion Copper.
- Liz White como Margaret Donovan.
- Faye Marsay como Steph Chambers.
- Karina Fernández como Stella.
- Jessie Cave como Zoe.
- Jessica Gunning como Siân James.
- Rhodri Meilir como Martin.
- Russell Tovey como Tim.
- Menna Trussler como Gwen.
- Chris Overton como Reggie Blennerhassett.
- Joshua Hill como Ray Aller.
- Feargal Quinn como Jimmy Somerville.

## Premios

### Festival de Cannes
- 25 de mayo de 2014: Queer Palm

### Flanders International Film Festival Ghent
- 27 de octubre de 2014: Premio del público "Port of Ghent"[5]

### Leiden International Film Festival
- 10 de noviembre de 2014: Premio del público[6]

### Premios del Cine Independiente Británico
- 7 de diciembre de 2014: Mejor película independiente británica[7]
- Mejor actriz de reparto: Imelda Staunton
- Mejor actor de reparto: Andrew Scott

### Dorian Awards
- 20 de enero de 2015: Película LGBTQ del año[8]

### Premios BAFTA
- Mejor director, guionista o productor británico novel: Stephen Beresford y David Livingstone

### Premios Apolo de Cine LGTB
- 8 de enero de 2016: Mejor película[9][10]
- Mejor guion original: Stephen Beresford
- Mejor reparto: Ben Schnetzer, Monica Dolan, George MacKay, Bill Nighy, Andrew Scott, Imelda Staunton, Dominic West, Paddy Considine, Joseph Gilgun, Sophie Evans, Lisa Palfrey, Menna Trussler, Karina Fernandez, Liz White, Chris Overton, Jessica Gunning, Matthew Flynn, Jessie Cave y Freddie Fox